# Cosmoconus posticatus
Cosmoconus posticatus là một loài tò vò trong họ Ichneumonidae.